# 上田文人

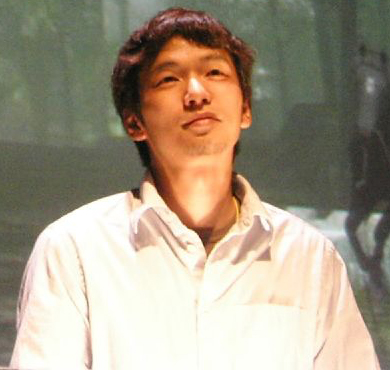
上田文人

上田 文人（うえだ ふみと、1970年4月19日 - ）は、日本のゲームデザイナー、アートディレクター。兵庫県たつの市出身。『ICO』、『ワンダと巨像』を手掛けたのち、ソニー・コンピュータエンタテインメント （SCE）を退社。2014年、ジェン・デザインを立ち上げ、代表取締役を務める。

## 来歴
幼少のころから絵が好きで、得意意識も持っていたという。実家では犬や猫、リスザルやアヒルといったさまざまな動物を飼っており、幼いころから動物と触れ合う生活を送っていたことがのちのタイトルに活かされたのではないかと語っている。
最初に買ったゲーム機はセガ・マークⅢ。ファミコンと比べて発色数が多いことから「良い絵を体験できるのではないか」という考えが子どもながらにあったという。大学時代はゲームから少し距離があり、『バーチャファイター』を見て衝撃を受けたと語っている。
1993年、大阪芸術大学芸術学部美術学科（油絵学科現代美術専攻）卒業。在学中はバイクいじりやサバイバルゲームをやるなどして、真面目な学生ではなかったと述懐している。CGに興味を持ち始めたのは大学卒業後で、「美術表現にCGを取り入れることでおもしろい表現ができるのでは」と考えたという。『ウゴウゴルーガ』の放送からCGへの興味が強まり、当時流行していたAmigaを購入し、CGを独学で学びながら作品を製作した。
1995年、株式会社ワープ入社。『エネミー・ゼロ』などの開発に関わる。ゲーム以外のメディアへの影響力がありそうなゲームを手掛けていたので、ワープに惹かれたとのこと。ワープ社長の飯野賢治は「入社の審査ビデオの内容をいまでも覚えている。雰囲気がすごかった。技術ではなく。社内審査的にはうまくなかったが、無理矢理頼んで採用した。持っている才能が凄かったから。技術以外で、ワープで学んだことなんて、なにもないんじゃないかと思うくらい。最初から、ずっと才能があった。世界を創る才能の持ち主だ」と評している。CGムービーを手がけた後、一年半ほどで退社する。
1997年2月、ソニー・コンピュータエンタテインメント (SCE) 入社。入社前から制作を行なっていた『ICO』にて、ディレクションを担当。「当時はチャンスにあふれていた時代だったので、面白い人にゲームを作らせてみようっていう柔軟な環境があった。今振り返ってみると、そういう時代に働いていたことは運が良かったなと思います」とのちに振り返っている。
2001年12月6日、『ICO』発売。初ディレクション作品。ゲームじゃないものを作るという制作コンセプトのほか、何を選択するにしても他ではやらないことをやろう、という差別化をコンセプトにしていた。
2004年5月、宮部みゆきによる小説『ICO-霧の城-』発売。週刊現代にて連載されていた小説を書籍化。宮部が『ICO』の体験版をプレイし、小説化を熱望。ゲームとは異なる設定にて、霧の城での物語が描かれている。
2005年10月27日、『ワンダと巨像』発売。開発初期段階では“NEXT ICO”の略で“NICO”というプロジェクトネームで呼ばれていた。『ICO』と同様、ディレクションのほか、キャラクターデザイン・ゲームコンセプトのすべてを担当している。
2009年9月、リアルタイム変形コリジョンと優れた描画表現技術が評され、『ワンダと巨像』プログラミングチームがCEDEC AWARDSプログラミング・開発環境部門賞受賞。
2010年9月、CESA Developers Conference基調講演にて、アニメーター大塚康生と対談。アニメーションとゲームグラフィックスにおける「キャラクターの動き」をテーマに話が展開された。
SCEを退社していたことが2011年12月12日に報道され、2013年2月13日になって本人も公式ウェブサイトに経緯を掲載しこれを認めた。2007年より開発中の『人喰いの大鷲トリコ』についてはフリーランス契約で関わり、「特定の枠にこだわらない新たな創作の可能性に向け邁進」「一個人としての創作活動にも積極的に取り組んでいきたい」としている。
2014年にジェンデザインを立ち上げ代表取締役に就任。
2016年12月6日、『人喰いの大鷲トリコ』発売。
2017年5月、Nordic Game Conferenceにて講演。来場者にデザインやナラティブについて語られた。
2018年12月、スペインで開催されたFun and Serious Game Festivalにてアヴァンギャルド賞を受賞。
2019年4月、クロアチアで行われたREBOOT Develop 2019の基調講演にて、フロム・ソフトウェアの宮崎英高と出演。キャラクターアニメーションやゲームの世界観、ゲームデザインなどについて語られた。
2020年現在はEpic Gamesをパブリッシャーとした新規タイトルを開発中。
2021年12月6日、『ICO』が20周年を迎え、週刊ファミ通2021年12月16日号では特集が組まれた。表紙はマンガ家の望月ミネタロウによる書き下ろしイラスト。記事では、音楽家の米津玄師をはじめ、フロム・ソフトウェアの宮崎英高やソラの桜井政博など、業界内外の著名人によるお祝いコメントが寄せられた。お祝いコメントの一覧は以下。
- 浅野いにお（マンガ家）
- 大今良時（マンガ家）
- 大島ミチル（作曲家）
- 桜井政博（ソラ）
- 須田剛一（グラスホッパー・マニファクチュア）
- 水口哲也（エンハンス）
- 宮崎英高（フロム・ソフトウェア）
- 宮部みゆき（小説家）
- ヨコオタロウ（ブッコロ）
- 米津玄師（音楽家）
- Arnt Jensen（Playdead）
- Guillermo del Toro（映画監督）
- Jenova Chen（thatgamecompany）
- Jonny Greenwood（レディオヘッド/音楽家）
- Neil Druckmann（Naughty Dog）

2022年10月、NHKのゲーム教養番組『ゲームゲノム』にて、「孤独と生命」をテーマに『ワンダと巨像』、『人喰いの大鷲トリコ』が特集された。番組には上田文人も出演し、MCの本田翼・ゲストの山田孝之とスタジオトークを繰り広げた。
2023年8月、KADOKAWAより書籍『上田文人の世界 ~言葉のないゲームはどのように生まれたのか?』が発売。数百点のコンセプトアートとともに、上田のゲームづくりへの考え方や作品への思いなどが綴られている。
2024年12月、The Game Awards 2024にて新作（タイトル未定）を発表。公開されたティザーには、カウントダウンが流れる中、ロボットのようなものに乗り込み、脱出を図る人物が描かれていた。

## 制作スタイル
制作において、映画や音楽、小説では表現できないもの、ビデオゲームでしか表現できないものはなんだろう、ということを強く意識しているとインタビューで語っている。
イメージボードを描き、「これが最終的にゲームとして動いたら、こんな絵になる。こんなビジュアルになる」というものを作るのが最初のアプローチだと語っている。
基本的にはモーションが優れたゲームが好きだと発言している。思い出のゲームとしては『アウターワールド』、『プリンス・オブ・ペルシャ』、『フラッシュバック』の3タイトルを挙げている。リアルな頭身のキャラクターが出てきてリアルな動きをするゲームは、それによってモニターの向こうに表現されている“世界”をより強く感じさせるからだという。
映画や音楽といった一方通行のメディアは料理で言えばコースのようなもの。いかにおいしい料理を提供するか。ビデオゲームでは、料理人はプレイヤーでもあるのでゲームデザイナーはお膳立てしかできない。運動のあとの1杯の水や屋外のバーベキューでの食事がおいしいと感じるように、ビデオゲームはそういったシチュエーション的なものをお膳立てするアプローチのほうが合っていると語っている。

## 親交
ゲーム業界、音楽業界、漫画業界に親交のある人物が複数いる。
水口哲也とは2002年から親交があり、これまでに幾度も対談を行なっている。
高橋慶太とは親交が深く、電撃プレイステーションで連載していたコラムにて『人喰いの大鷲トリコ』が取り上げられている。
2005年に発売されたエンターブレインの書籍『ゲームの話をしよう』＜第3集＞にて、桜井政博、飯田和敏との鼎談が収録されている。
2005年12月、『ダ・ヴィンチ』にて、宮部みゆきとの対談記事が掲載。『ワンダと巨像』について語られている。
2006年8月、小島秀夫のインターネットラジオ番組『ヒデラジ』に出演。
2007年、須田剛一が代表を務めるグラスホッパー・マニファクチュアが主催したイベントに出演。ゲームクリエイターの飯田和敏、米光一成、麻野一哉、水口哲也とゲーム作りについてのトークを繰り広げている。
2010年に新設されたゲーム大賞 ゲームデザイナーズ大賞に審査員として参加。2018年まで9年連続で審査員を務めている。
2011年9月、“『ICO』『ワンダと巨像』Great Scene Sharingキャンペーン プレミアムイベント”にゲームクリエイター外山圭一郎とともに出演。このイベントはHDリマスターされた『ICO』『ワンダと巨像』のプレイステーション3版の発売を記念したもので、ファンが選んだ両作の思い出のシーンなどについて語られた。
2013年2月、フランスのデジタル・カルチャーと先端映像表現を紹介する “デジタル・ショック 2013”のトークイベント“ビデオゲーム:今世紀の芸術といえるのだろうか？”にて、『アウターワールド』を手掛けたエリック・シャイ、ゲームクリエイター水口哲也、イラストレーター寺田克也とともに出演。ゲームとアート、作家性などについて語られた。
Arnt Jensenが『ICO』のファンという縁から交流が続いており、2017年には「説明のないゲーム」を生み出すことについての対談も行っている。
桜井政博、神谷英樹とは同学年。週刊ファミ通2018年1月25日号にて鼎談を行なっている。
『Journey』（邦題：風ノ旅ビト）を手掛けたJenova Chenとは、2019年にメディアにて対談を実施。「僕が、僕のヒーローに会える場」を作っていただけたことを感謝します」とリスペクトされている。
雑誌、SWITCH2016年1月号にてミュージシャン星野源との対談記事が掲載。
2017年、週刊少年マガジン51号にて『不滅のあなたへ』、『聲の形』の作者、大今良時との対談記事が掲載。

## 評価
ヨコオタロウはメディアでのインタビューにて、影響を受けたゲーム、印象に残っているゲームとして『ICO』の名前を毎回挙げている。
ラジオ『松本人志の放送室』第216回にて、松本人志が『ワンダと巨像』にはまっていることを語っている。松本人志はTBS『リンカーン』の2011年8月放送回の中でも『ワンダと巨像』が「生涯でプレイしたゲームの中でもベスト3に入る」と絶賛している。
米津玄師は『ICO』、『ワンダと巨像』について「十代のころのバイブル」と語り、自身の創作に大きな影響を受けたとインタビューで述べている。
神田沙也加は『人喰いの大鷲トリコ』発売日に「気になる」とTweet。その後、『ワンダと巨像』を含めてプレイしていることをインタビューで語っている。
RADWIMPSの野田洋次郎は「小学生ぶりにゲームに熱中した。 もう、ものすごかった。 圧巻」と『人喰いの大鷲トリコ』のキービジュアルとともにTwitterとInstagramに投稿。ハッシュタグに「#トリコが何度も夢に出てきた」、「#トリコーと呼ぶ声がたまに洋次郎ーって聞こえる病気」、「#ラストは涙」とつけるなど、ハマっている様子が見てとれた。
女優の本田翼は2021年5月に放送された日本テレビ系列番組『スッキリ』にて”すばらしきゲーム”として『人喰いの大鷲トリコ』を紹介。「１０年先も語り継がれるような伝説のゲーム。主人公の少年と大鷲トリコとの心の交流、絆がペットを飼っている人なら号泣してしまう作品」と語り、「3日間徹夜でクリアし、最後は涙が止まらなかった」と力説していた。また、2018年のインタビューでも、ハマったゲームとして『人喰いの大鷲トリコ』を挙げている。
お笑いタレントのオードリー若林は、2018年4月に放送されたラジオ番組『オードリーのオールナイトニッポン』にて『ICO』にハマっているとコメント。自分より人のために何かをしたい気持ちが強くなっており、言葉の通じない女性（ヨルダ）のためにともに城を脱出する『ICO』にハマり、ヨルダのことを思いやる場面が多いため「すっごいゆっくり進めてる」と語っていた。また、2024年4月放送回では、上田文人の名前を挙げつつ、『ワンダと巨像』への想いが語られた。

## 人物
ヴィンテージバイクが好きで、自身で修理することもあるという。また、日常の足としてベスパを愛用していることを『人喰いの大鷲トリコ』 初回限定版小冊子にて語っている。洋ゲーにも造詣が深く、『グランド・セフト・オート』は1作目からプレイしており『グランド・セフト・オートIII』は個人輸入したほどだという。

## 作品
- エネミー・ゼロ（1996年12月13日、株式会社ワープ、セガサターン）CGIアニメーター
- ICO（2001年12月6日、SCEI、PlayStation 2）ゲームデザイン・ディレクター・キャラクターデザイン・リードアニメーター
- ワンダと巨像 / Shadow of the Colossus（2005年10月27日、SCEI、PlayStation 2）ゲームデザイン・ディレクター
- 人喰いの大鷲トリコ / The Last Guardian（2016年12月6日、SCEI、PlayStation 4）ゲームデザイン・ディレクター・プロデューサー

## 受賞歴

### 『ICO』受賞歴
AIAS Achievement Awards
- Art Direction （アートディレクション）
- Character or Story Design （キャラクター/ストーリー）

Geme Developpers Choice Awards
- Level Design（ステージデザイン）
- Visual Arts（ビジュアルアート）
- Game Innovation Spotlights（イノベーティブゲーム）

ECTS Awards
- The Edge Award for Excellence in Development

CESA GAME AWARDS
- 特別賞

### 『ワンダと巨像』受賞歴
Game Developers Choice Awards
- Innovation（イノベーション）
- Game Design（ゲームデザイン）
- Character Design（キャラクターデザイン）
- Visual Arts（ビジュアルアート）
- Best Game of 2005（ゲームオブザイヤー）

日本ゲーム大賞
- 優秀賞

Interactive Achievement Awards
- Art Direction（美術）
- Visual Engineering（映像技術）

All-Time 100 Video Games

### 『人喰いの大鷲トリコ』受賞歴
D.I.C.E. Awards
- Achievement in Character

Premio Drago d’Oro
- ベスト・サウンドトラック賞
- ベスト・キャラクター賞

British Academy Games Award
- Audio Achievement

日本ゲーム大賞
- 年間作品部門 優秀賞

文化庁メディア芸術祭
- エンターテインメント部門 大賞